# Kapelle Dargibell

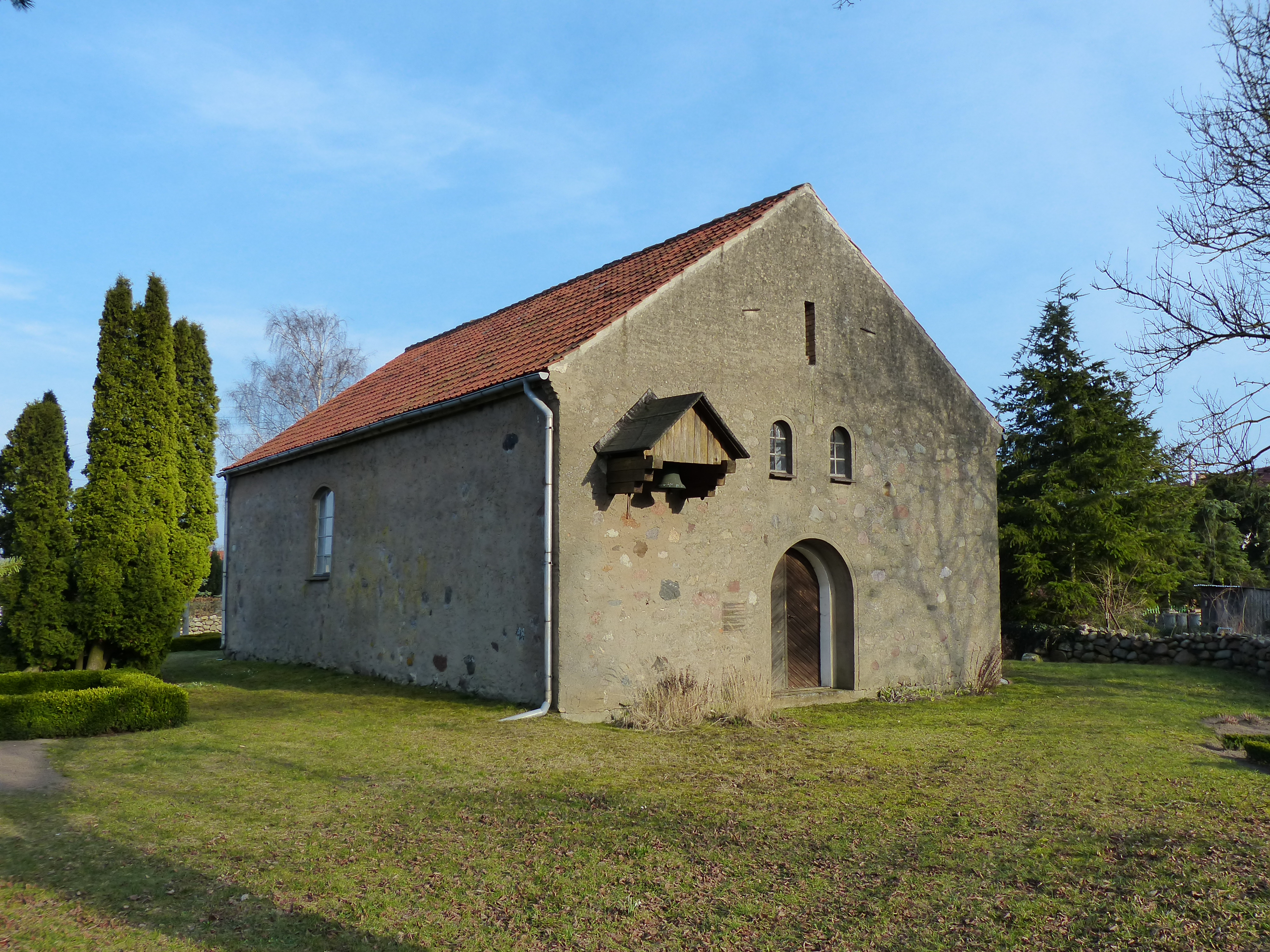
Kapelle Dargibell

Die Kapelle Dargibell ist ein aus dem 15. Jahrhundert stammendes Kirchengebäude im Ortsteil Dargibell der Gemeinde Neu Kosenow.
Der rechteckige Feldsteinbau aus dem 15. Jahrhundert wurde barock verändert. 1941 stürzte die Kapelle ein, 1945 wurde der Westteil mit einem Notdach nutzbar gemacht. 1952 wurde ein mehrstufiges Altarpodest mit gemauertem Ziegelsteinaltar sowie eine schlichte Kanzel aus dem 17. Jahrhundert eingebaut. Im Jahr 1953 wurde ein kleiner, überdachter Glockenstuhl am Westgiebel errichtet, in dem eine aus dem 15. Jahrhundert stammende Glocke aufgehängt ist. Nach 1960 begann der Wiederaufbau der Kapelle. Im Jahr 2005 wurde der größere Ostraum ausgemalt und neu eingerichtet.
Die evangelische Kirchengemeinde Ducherow gehört seit 2012 zur Propstei Pasewalk im Pommerschen Evangelischen Kirchenkreis der Evangelisch-Lutherischen Kirche in Norddeutschland. Vorher gehörte sie zum Kirchenkreis Greifswald der Pommerschen Evangelischen Kirche.